# Autoridad Ejecutiva Provisional de las Naciones Unidas

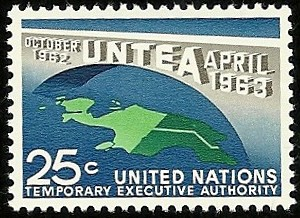
Sello postal emitido por la UNTEA.

La Autoridad Ejecutiva Temporal de las Naciones Unidas (en inglés: United Nations Temporary Executive Authority, UNTEA). también denominada Fuerza de Seguridad de las Naciones Unidas en Nueva Guinea Occidental (United Nations Security Force in West New Guinea, UNSF) se estableció el 1 de octubre de 1962 de acuerdo con la resolución 1752 de la Asamblea General a raíz del artículo 2 del Acuerdo de Nueva York (suscrito entre Países Bajos e Indonesia) para administrar la colonia de Nueva Guinea Neerlandesa. La administración de UNTEA terminó el 1 de mayo de 1963.

## Historia
Participaron 1.576 militares y los gastos fueron abonados en partes iguales por los gobiernos de Indonesia y de los Países Bajos.
En mayo de 1959, un diplomático de los Estados Unidos propuso un plan para crear un fideicomiso especial de las Naciones Unidas sobre el territorio de Nueva Guinea occidental durante un número limitado de años, al cabo de los cuales se transferiría la soberanía a Indonesia. El plan luego fue aceptado por el gobierno indonesio.
UNTEA llegó a emitir 19 sellos postales, como así también algunos artículos de papelería postal. Estos se crearon al sobreimprimir las existencias existentes de emisiones de Nueva Guinea Neerlandesa.

## Administradores[6]
| Administrador     | País de origen | Periodo                                                   |
| ----------------- | -------------- | --------------------------------------------------------- |
| José Rolz-Bennett | Guatemala      | 1 de octubre de 1962 – 15 de noviembre de 1962 (interino) |
| Jalal Abde        | Irán           | 15 de noviembre de 1962 – 1 de mayo de 1963               |